# Furukawa Group

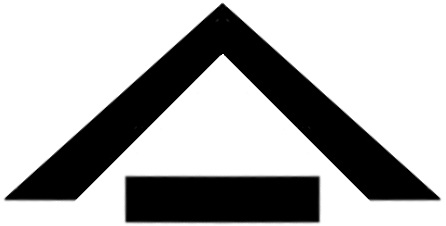
Groupe Furukawa

Le Furukawa Group (古河グループ, Furukawa Gurūpu) est un consortium industriel japonais.

## Histoire
Il est créé en 1875 par Furukawa Ichibei (en).